# Ліпофіли
Ліпофільні бактерії — бактерії, які можуть жити та розмножуватися в ліпідах. Ліпофільні бактерії відносяться до сапрофітичних коринебактерій і пропіоні-бактерій
Ліпофільні бактерії не патогенні, тобто вони не викликають харчові отруєння або харчові інфекції. Вони можуть розмножуватися в харчових продуктах, однак це дуже рідкісне явище і у найгіршому випадку може викликати знебарвлення жирів.
Ліпофільні бактерії людини мешкають на шкірі і в ходах сальних залоз (особливо у великій кількості — на шкірі грудей, спини та обличчя) розкладають шкірне сало з виділенням вільних жирних кислот, що мають антимікробну дію.. Бактерії здатні викликати дрібні запальні процеси в шкірі.